# Puerta 7
Puerta 7 (reso graficamente come PUER7A) è una serie televisiva argentina creata da Martín Zimmerman e diretta da Adrián Caetano. La serie verrà distribuita il 21 febbraio 2020 su Netflix.

## Trama
La serie racconta la storia di una donna che cerca di salvare una squadra di calcio dal crimine organizzato che la circonda.

## Episodi
| Stagione       | Episodi | Pubblicazione Argentina | Pubblicazione Italia |
| -------------- | ------- | ----------------------- | -------------------- |
| Prima stagione | 8       | 2020                    | 2020                 |

## Luoghi delle riprese
Le riprese della serie sono cominciate il 26 marzo 2019 a Buenos Aires.

## Promozione
Il 16 gennaio 2020 è stato distribuito il primo trailer ufficiale della serie.